# Fishbait Rock Festival
Fishbait Rock Festival var en 2-dagars rockmusikfestival som under några år hölls i mitten på juni vid Stallhagens bryggeri i Finström på Åland. Festivalen hade en kapacitet på 1000 personer per dag.